# Можджаново
Можджаново (пол. Możdżanowo, нім. Mützenow) — село в Польщі, у гміні Устка Слупського повіту Поморського воєводства.
Населення — 205 осіб (2011).
У 1975-1998 роках село належало до Слупського воєводства.

## Демографія
Демографічна структура станом на 31 березня 2011 року:
|          | Загалом | Допрацездатний вік | Працездатний вік | Постпрацездатний вік |
| -------- | ------- | ------------------ | ---------------- | -------------------- |
| Чоловіки | 102     | 21                 | 71               | 10                   |
| Жінки    | 103     | 21                 | 63               | 19                   |
| Разом    | 205     | 42                 | 134              | 29                   |